# Гойя (премия, 2005)
XIX церемония вручения премии «Гойя» состоялась 30 января 2005 года. Ведущие — Антонио Ресинес, Марибель Верду и Монтсеррат Кабалье.
Фильм «Море внутри» режиссёра Алехандро Аменабара был представлен на премию «Гойя» в 15-ти номинациях, в 14-ти из которых победил, включая 4 главные награды. Это самое большое количество побед одного фильма.

## Номинации

### Главные премии
| Лучший фильм | Лучший режиссёр |
| --- | --- |
| - Море внутри / Mar adentro - Дурное воспитание / La mala educación - Рим / Roma - Карусель / Tiovivo c. 1950 | - Алехандро Аменабар — Море внутри / Mar adentro - Педро Альмодовар — Дурное воспитание / La mala educación - Адольфо Аристараин — Рим / Roma - Карлос Саура — Седьмой день / El 7º día                                                                                                  |
| Лучший актёр | Лучшая актриса |
| - Хавьер Бардем — Море внутри / Mar adentro - Эдуард Фернандес — То, ради чего стоит жить / Cosas que hacen que la vida valga la pena - Эдуардо Норьега — Волк / El Lobo - Гильермо Толедо — Идеальное преступление / Crimen ferpecto                                                         | - Лола Дуэньяс — Море внутри / Mar adentro - Пилар Бардем — María Querida - Ана Белен — То, ради чего стоит жить / Cosas que hacen que la vida valga la pena - Пенелопа Крус — Не уходи / Non ti muovere                                                                                 |
| Лучший актёр второго плана | Лучшая актриса второго плана |
| - Чельсо Бугальо — Море внутри / Mar adentro - Хуан Диего — Седьмой день / El 7º día - Луис Варела — Идеальное преступление / Crimen ferpecto - Унакс Угальде — Эктор / Héctor | - Мэйбл Ривера — Море внутри / Mar adentro - Сильвия Абаскаль — Волк / El Lobo - Виктория Абриль — Седьмой день / El 7º día - Мерседес Сампьетро — Убить Фрейда / Inconscientes |
| Лучший оригинальный сценарий | Лучший адаптированный сценарий |
| - Море внутри — Алехандро Аменабар и Матео Хиль / Mar adentro - Часы света — Хосе Анхель Эстебан, Карлос Лопес и Маноло Матхи / Horas de luz - Рим — Адольфо Аристараин, Марио Камус и Кати Сааведра / Roma - Убить Фрейда — Доминик Арари, Хоакин Ористрель и Тереса Пелегри / Inconscientes | - Че Гевара: Дневники мотоциклиста — Хосе Ривера / Diarios de motocicleta - Не уходи — Серджо Кастеллитто и Маргарет Маццантини / Non ti muovere - Голоса в ночи — Сальвадор Гарсия Руис / Las voces de la noche - Год наводнения — Хайме Чаварри и Эдуардо Мендоса / El año del diluvio |
| Лучший мужской актёрский дебют | Лучший женский актёрский дебют |
| - Тамар Новас — Море внутри / Mar adentro - Хосе Луис Гарсия Перес — Медвежонок / Cachorro - Нило Мур — Эктор / Héctor - Хорхе Роэлас — Карусель / Tiovivo c. 1950 | - Белен Руэда — Море внутри / Mar adentro - Тереса Уртадо де Ори — Астронавт / Astronautas - Моника Сервера — Идеальное преступление / Crimen ferpecto - Нурия Гаго — Эктор / Héctor |
| Лучший иностранный фильм на испанском языке | Лучший европейский фильм |
| - Виски / Whisky • Уругвай - Мачука / Machuca • Чили - Луна Авелланеды / Luna de Avellaneda • Аргентина - Глава картеля / El rey • Колумбия | - Головой о стену / Gegen die Wand • Германия - Театр / Being Julia • Великобритания/Венгрия - Девушка с жемчужной серёжкой / Girl with a Pearl Earring • Великобритания - Мсье Ибрагим и цветы Корана / Monsieur Ibrahim et les fleurs du Coran • Фоанция                               |
| Лучший режиссёрский дебют | Лучший мультипликационный фильм |
| - Пабло Мало — Холодное зимнее солнце / Frío sol de invierno - Санти Амодео — Астронавт / Astronautas - Рамон де Эспанья — Убей меня нежно / Haz conmigo lo que quieras - Висенте Пеньярроча — Вне тела / Fuera del cuerpo                                                                    | - Пиноккио 3000 / Pinocchio 3000 - Супербродяги / Supertramps - Los Balunis en la Aventura del Fin del Mundo |

### Другие номинанты
| Лучшая операторская работа | Лучший монтаж |
| --- | --- |
| - Море внутри — Хавьер Агирресаробе / Mar adentro - Рим — Хосе Луис Алькайне / Roma - Ромасанта: Охота на оборотня — Хавьер Сальмонес / Romasanta - Карусель — Рауль Перес Куберо / Tiovivo c. 1950 | - Волк — Гильермо Мальдонадо / El Lobo - Холодное зимнее солнце — Антонио Перес Рейна / Frío sol de invierno - Часы света — Хосе Мария Биуррун / Horas de luz - Корпорация аферистов — Иван Аледо / Incautos |
| Лучшая работа художника | Лучший продюсер |
| - Карусель — Хиль Паррондо / Tiovivo c. 1950 - Дурное воспитание — Анчон Гомес / La mala educación - Море внутри — Бенхамин Фернандес / Mar adentro - Седьмой день — Рафаэль Пальмеро / El 7º día | - Море внутри — Эмильяно Отеги / Mar adentro - Дурное воспитание — Бетти Гарсия Родригес / La mala educación - Идеальное преступление — Хуанма Пагасауртундуа / Crimen ferpecto - Волк — Мигель Торренте и Кристина Сумаррага / El Lobo |
| Лучший звук | Лучшие спецэффекты |
| - Море внутри — Рикардо Стейнберг, Альфонсо Рапосо, Хуан Ферро и Мария Стейнберг / Mar adentro - Иси и Диси — Антонио Родригес Мармоль, Patrick Ghislain и Nacho Royo-Villanova / Isi/Disi: Amor a lo bestia - Убить Фрейда — Пьер Лоррен, Хайме Фернандес и Поло Аледо / Inconscientes - Идеальное преступление — Серхио Бурман, Хайме Фернандес и Чарли Шмуклер / Crimen ferpecto | - Волк — Реес Абадес, Хесус Паскаль и Рамон Лоренсо / El Lobo - Идеальное преступление — Хуан Рамон Молина и Феликс Бергес / Crimen ferpecto - Торапия — Хуан Рамон Молина, Эдуардо Акоста и Aurelio Sánchez-Herrera / Torapia - Ромасанта: Охота на оборотня — Хуан Рамон Молина, Давид Марти, Монтсе Рибе, Хосе Кетглас и Хосе Мария Арагонес / Romasanta |
| Лучшие костюмы | Лучший грим |
| - Мост короля Людовика Святого — Ивонн Блейк / The Bridge of San Luis Rey - Убить Фрейда — Сабина Дайгелер / Inconscientes - Шлюха и Кит — Соня Гранде / La puta y la ballena - Карусель — Лурдес де Ордунья / Tiovivo c. 1950 | - Море внутри — Джо Аллен и Ана Лопес Пуигсервер / Mar adentro - Убить Фрейда — Кармела Солер / Inconscientes - Карусель — Пака Альменара и Алисия Лопес / Tiovivo c. 1950 - Ничто человеческое не чуждо — Сусана Санчес и Патрисия Родригес / Seres queridos                                                                                               |
| Лучшая музыка | Лучшая песня |
| - Море внутри — Алехандро Аменабар / Mar adentro - Эктор — Анхель Ильярраменди / Héctor - Машинист — Роке Баньос / El Maquinista - Убить Фрейда — Серхио Моуре / Inconscientes | - «Zambie Mameto» — Карлиньюс Браун и Матеус — Чудо Кандеаля / El milagro de Candeal - «La Rubia de la Cuarta Fila» — Хоакин Сабина — Иси и Диси /Disi: Amor a lo bestia - «Corre» — Bebe — Корпорация аферистов / Incautos - «Atunes en el Paraíso» — Хавьер Руибаль — Tuna and Chocolate                                                                  |
| Лучший короткометражный фильм | Лучший короткометражный мультипликационный фильм |
| - Десять минут / Diez minutos - Замарашка / Cara sucia - Естественный маршрут / Larutanatural - Amigo No Gima - Viernes | - Загадка Чико Крокетты / El Enigma del Chico Croqueta - Шоу Трумауса / The Trumouse Show - Минотавромахия / Minotauromaquia - Vuela Por Mí |
| Лучший документальный фильм | Лучший короткометражный документальный фильм |
| - Чудо Кандеаля / El milagro de Candeal - Есть повод! / ¡Hay motivo! - Сальвадор Альенде / Salvador Allende - De Nens | - Extras - Aerosol - El Mundo Es Tuyo - Iván Z - El último Minutero |

## Премия «Гойя» за заслуги
- Хосе Луис Лопес Васкес